# Gimme Love
«Gimme Love» — песня автора-исполнитель Joji, выпущенная 16 апреля 2020 года на лейбле 88rising в качестве сингла со второго альбома Nectar.

## Музыка
Трек состоит из двух частей. Первая половина, спродюсированная Joji, описывается как «липкий поп-гимн с навязчивым вокалом», в то время как вторая половина, спродюсированная Bēkon & The Donuts, описывается как «мрачная» и «оркестровая».

## Чарты
| Чарт (2020)                            | Высшая позиция |
| -------------------------------------- | -------------- |
| Канада (Canadian Hot 100)              | 82             |
| Ирландия (IRMA)                        | 90             |
| Новая Зеландия Hot Singles (RMNZ)      | 4              |
| Великобритания (OCC UK Singles)        | 86             |
| США (Billboard Bubbling Under Hot 100) | 1              |